# 棕榈湾 (佛罗里达州)
棕榈湾（英語：Palmetto Bay），是美国佛罗里达州邁阿密-戴德縣下属的一座乡村。建立于2002年。面积约为22.6平方公里（约合8.8平方英里）。根据2010年美国人口普查，该市有人口23,410人。论人口在本州排行第94。